# 찬양의 꽃다발
찬양의 꽃다발은 대한민국의 방송국 기독교광주방송의 라디오 채널 광주CBS 표준FM에서 평일 낮 12시 5분부터 낮 1시 45분까지 방송되는 리퀘스트 찬양 음악전문 라디오 프로그램이다.

## DJ
- 김영광 목사 (월,화)
- 한선미 아나운서 (수~금)

## 같이 보기
- 광주CBS 표준FM
- 기독교광주방송